# Rewolucja godności
Rewolucja godności (znana również jako Eurorewolucja) – przemiany polityczne i społeczne w Ukrainie od 30 listopada 2013 do lutego 2014, spowodowane protestem obywateli Ukrainy przeciwko nielegalnemu rozpędzaniu akcji pokojowych studentów i działaczy obywatelskich 21 listopada 2013 r. jako sprzeciw wobec odejścia przywództwa politycznego kraju z ustawowego kursu integracji europejskiej i późniejszego odrzucenia tego kursu (patrz „Euromajdan”). Jedną z głównych przyczyn protestów była nadmierna koncentracja władzy w rękach Wiktora Janukowycza i jego „rodziny”, niechęć narodu ukraińskiego do zaakceptowania transformacji kraju nie tylko de facto, ale de iure w jedną z kolonii rosyjskich.
Materialne, prawdziwe dowody wydarzeń Rewolucji zostały zebrane przez działaczy i przechowywane w zbiorach Narodowego Muzeum Rewolucji Godności, które zawierają ponad 2000 obiektów, 500 wywiadów audio i wideo, duży zbiór fotografii oraz bibliotekę książki o wydarzeniach Rewolucji.
Terminy „Rewolucja Godności” i „Eurorewolucja” w odniesieniu do tych wydarzeń są czasami używane w tym samym kontekście, co termin „Euromajdan”, ale mają inny ładunek semantyczny: „Euromajdan” jest najczęściej używany w kontekście organizacji, formy i miejsce protestów Ukraina jako element Rewolucji Godności; Rewolucja Godności jako zmiany społeczno-polityczne spowodowane fiaskiem podpisania Traktatu o Integracji Europejskiej, a właściwie sam Euromajdan.
Istnieją również różnice w szacunkach daty początku Rewolucji. Politycy Ukrainy, ukraińskie media i blogerzy uważają datę Rewolucji za 21 listopada 2013 r., kiedy rząd Azarowa odwołał podpisanie Porozumienia o Integracji Europejskiej, po czym zaczęli gromadzić się pierwsi protestujący; lub 30 listopada, w dniu, w którym studenci zostali pobici na Euromajdanie. Poza Ukrainą powszechnie uważa się, że datę Rewolucji należy ustalić na podstawie przemarszu protestujących do Rady Najwyższej 18 lutego, kiedy rozpoczęły się masowe krwawe starcia ze znacznymi ofiarami w ludziach.
Symbolem Rewolucji Godności był Piano Extremist, którego wizerunek stał się popularny na całym świecie.
Rząd tymczasowy, kierowany przez Arsenija Jaceniuka, podpisał umowę stowarzyszeniową z UE i rozwiązał Berkut. Petro Poroszenko został prezydentem po zwycięstwie w wyborach prezydenckich w 2014 roku (54,7% głosów oddanych w pierwszej turze). Nowy rząd przywrócił poprawki do ukraińskiej konstytucji z 2004 roku, które kontrowersyjnie uchylono jako niekonstytucyjne w 2010 roku i zainicjował masową czystkę urzędników służby cywilnej związanych z obalonym reżimem. Nastąpiła też powszechna dekomunizacja kraju.
W mediach ukraińskich spotkać się można również z określeniami „eurorewolucja” (Є́врореволю́ція, Jewrorewolucija), „rewolucja 2013 roku” i „rewolucja godności” (Революція гідності, Rewolucija hidnosti), z kolei w mediach zachodnich występuje określenie „ukraińska wiosna” (Ukrainian Spring).

## Euromajdan i rewolucja
Protesty ogarnęły Ukrainę po tym, jak 21 listopada 2013 roku prezydent Wiktor Janukowycz odmówił podpisania umowy stowarzyszeniowej z Unią Europejską. Zawiązany wówczas ruch polityczny, znany jako „Euromajdan”, żądał zbliżenia z Unią oraz odwołania Janukowycza ze stanowiska. Ruch ten ostatecznie odniósł sukces podczas rewolucji z lutego 2014 roku, która obaliła urzędującego prezydenta oraz jego rząd.

### Niepokoje w zachodniej Ukrainie
24 stycznia 2014 roku w wielu miastach zachodniej Ukrainy, jak Iwano-Frankiwsk czy Czerniowce, protestujący przejęli budynki regionalnej administracji w proteście przeciwko prezydentowi Janukowyczowi. W Iwano-Frankiwsku blisko 1500 osób okupowało gmach regionalnego rządu, barykadując się w środku, z kolei w Czerniowcach tłum przypuścił szturm na chronioną przez milicję siedzibę gubernatorów. W Użhorodzie również doszło do blokady lokalnych urzędów, z kolei we Lwowie, po uprzednim przejęciu biura gubernatora, ustawiono barykady.

### 18 lutego
18 lutego o godzinie 16:00 metro w Kijowie wstrzymało wszystkie usługi z powodu zagrożenia terrorystycznego.

#### Blokada parlamentu i przygotowania do ataku na Majdan

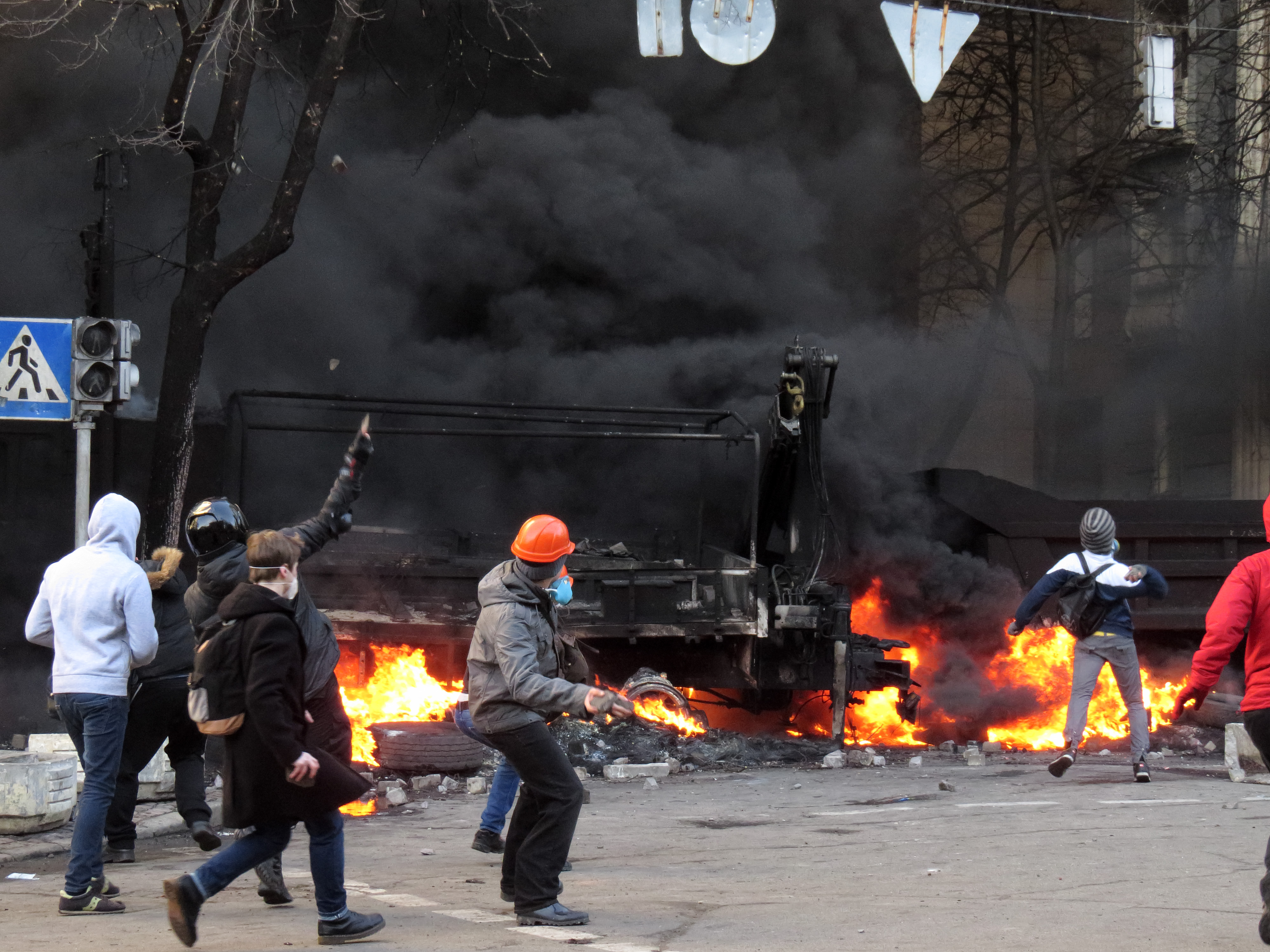
Starcia na ulicach Kijowa 18 lutego

18 lutego 2014 w godzinach porannych w Kijowie deputowani opozycji zablokowali trybunę parlamentu, domagając się włączenia do porządku obrad głosowania nad przywróceniem konstytucji z 2004 roku, która ograniczyłaby uprawnienia prezydenta Wiktora Janukowycza (co oznaczałoby wprowadzenie na Ukrainie systemu parlamentarno-prezydenckiego). Wcześniej przewodniczący Rady Najwyższej Ukrainy Wołodymyr Rybak nie zgodził się na zarejestrowanie dokumentów, które umożliwiłyby zmianę ustawy zasadniczej.

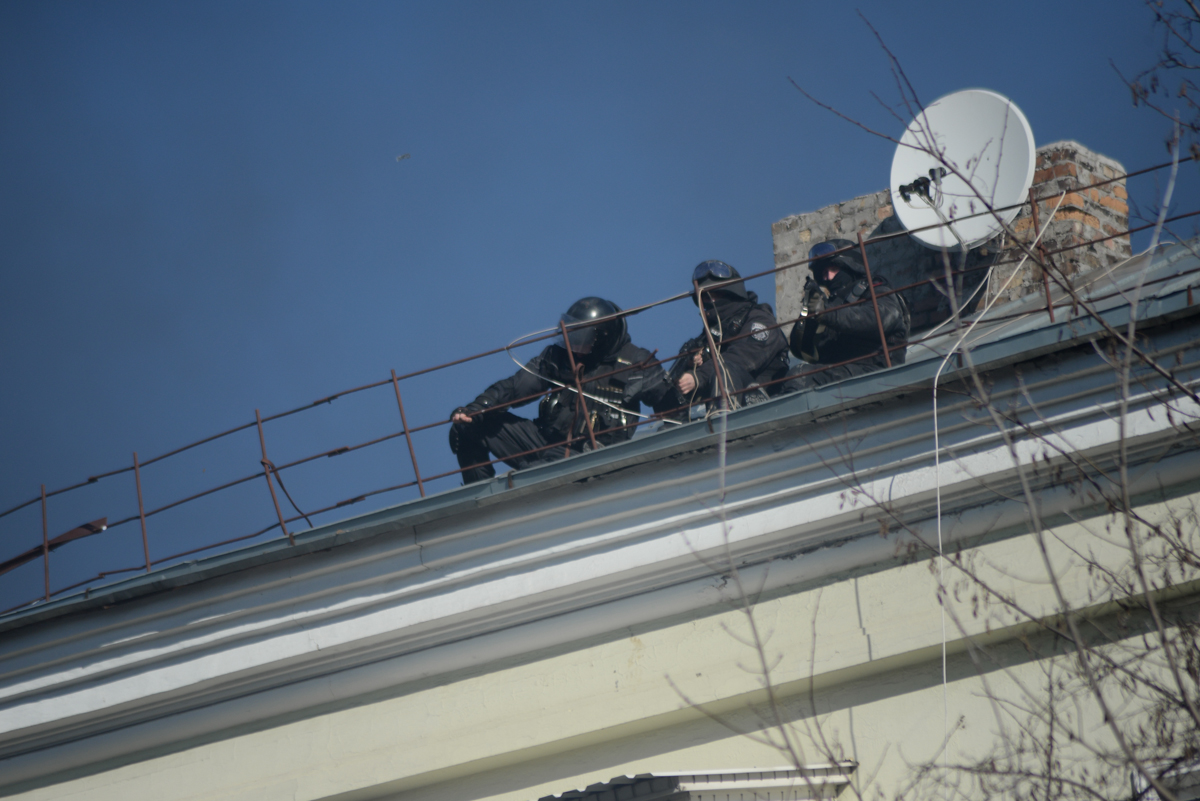
Snajperzy na dachu, 18 lutego 2014

W odpowiedzi demonstranci z Majdanu rozpoczęli przed godz. 9:00 czasu lokalnego EET (8:00 czasu polskiego) marsz na parlament, który został zablokowany przez Berkut. Opozycja nazwała tę akcję „pokojowym atakiem”, mającym na celu powstrzymanie przed opuszczeniem parlamentu przez deputowanych Partii Regionów, dopóki nie spełnią żądań opozycji. Posiedzenie Rady Najwyższej miało rozpocząć się o godz. 10:00 czasu lokalnego. Jednak jej przewodniczący Wołodymyr Rybak nie zarejestrował niezbędnych dokumentów do głosowania na zmianą konstytucji. Wobec tego politycy opozycyjnych ugrupowań zablokowali trybunę. W tym samym czasie demonstranci przypuścili atak na kordon milicji ochraniający budynek parlamentu. Milicjanci odpowiedzieli gazem łzawiącym, granatami hukowymi i strzałami z broni na gumowe pociski, raniąc dwie kobiety.
Sytuacja pod parlamentem doprowadziła do radykalizacji protestów w Kijowie. Walki wybuchły w Parku Maryjskim, leżącym naprzeciwko gmachu parlamentu. Demonstranci zajęli ponownie, opuszczony kilka dni wcześniej kijowski ratusz oraz biuro rządzącej Partii Regionów. Walki trwały na ulicach Instytuckiej i Hruszewskiego. Ponownie zapłonęły opony, butelki z benzyną, funkcjonariusze MSW ostrzeliwali z dachów rejon walk z broni gładkolufowej, a według strony opozycyjnej także z broni ostrej. Media podały, że podczas starć do godz. 17:00 w Kijowie zginęło pięciu demonstrantów, a 150 odniosło rany, z czego stan siedmiu był krytyczny. Wśród rannych był fotoreporter Agencji Reutera. W rejon walk nie wpuszczano służb medycznych. Pomocy poszkodowanym udzielali członkowie tzw. Automajdanu. Strona rządowa poinformowała o rannych kilkudziesięciu funkcjonariuszach i jednym zabitym.
Według pełniącego obowiązki ministra spraw zagranicznych Łeonida Kożary, demonstranci używali broni palnej podczas ataków na budynki administracji państwowej i w starciach z siłami bezpieczeństwa. Po wybuchu walk jeden z liderów opozycji, Witalij Kłyczko, zaapelował do prezydenta Janukowycza, o usunięcie z ulic oddziałów milicji, sił MSW i Berkutu. Natomiast MSW i Służby Bezpieczeństwa Ukrainy (SBU) zaapelowały do liderów opozycji, by uspokoili protestujących i wrócili do rozmów z władzami.

### Szturm na Majdan w Kijowie (18–19 lutego)

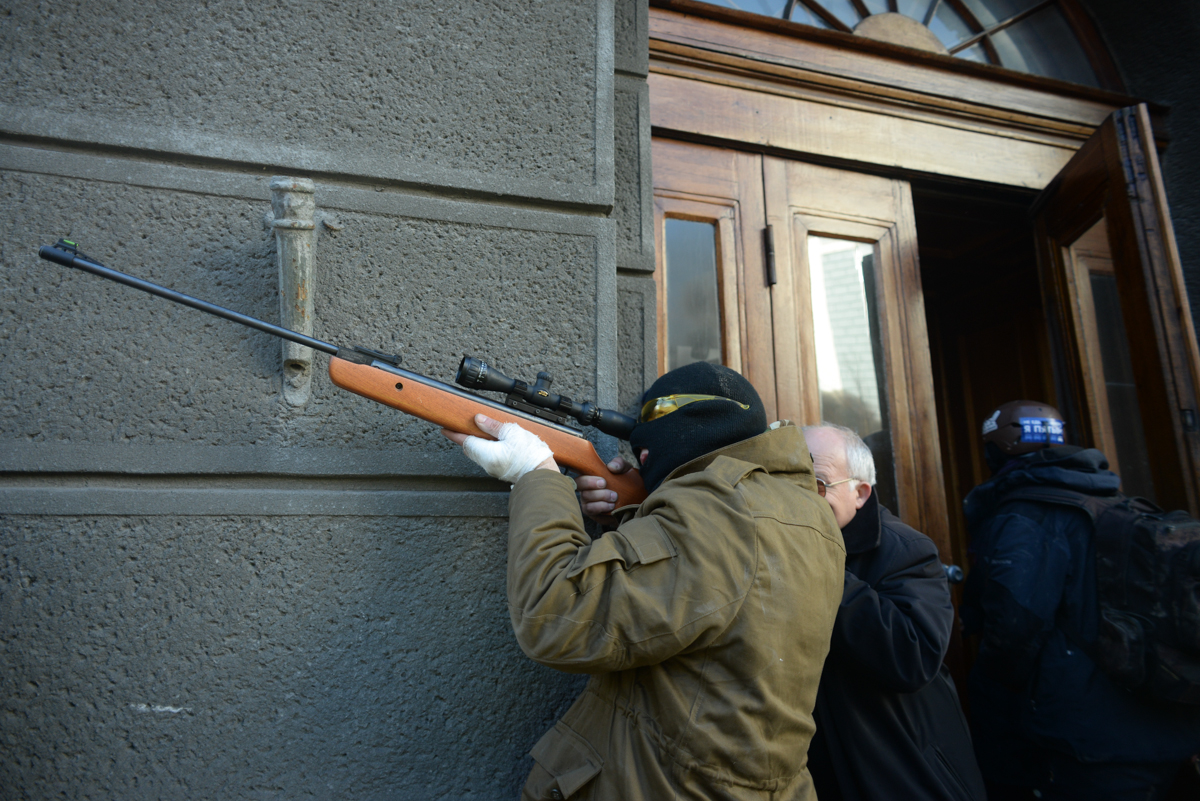
Uzbrojony w wiatrówkę opozycjonista w Kijowie

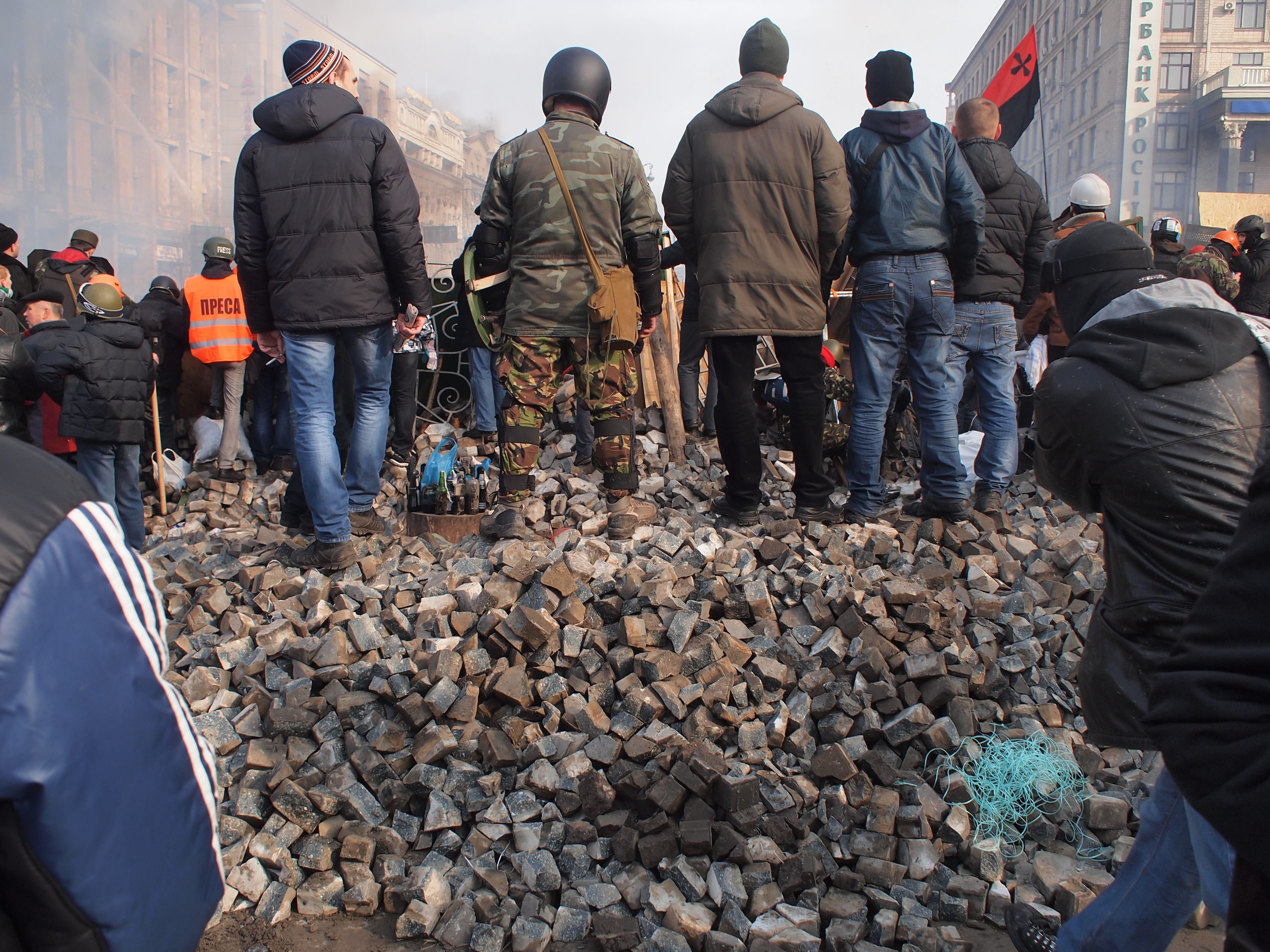
Obrońcy Euromajdanu w Kijowie

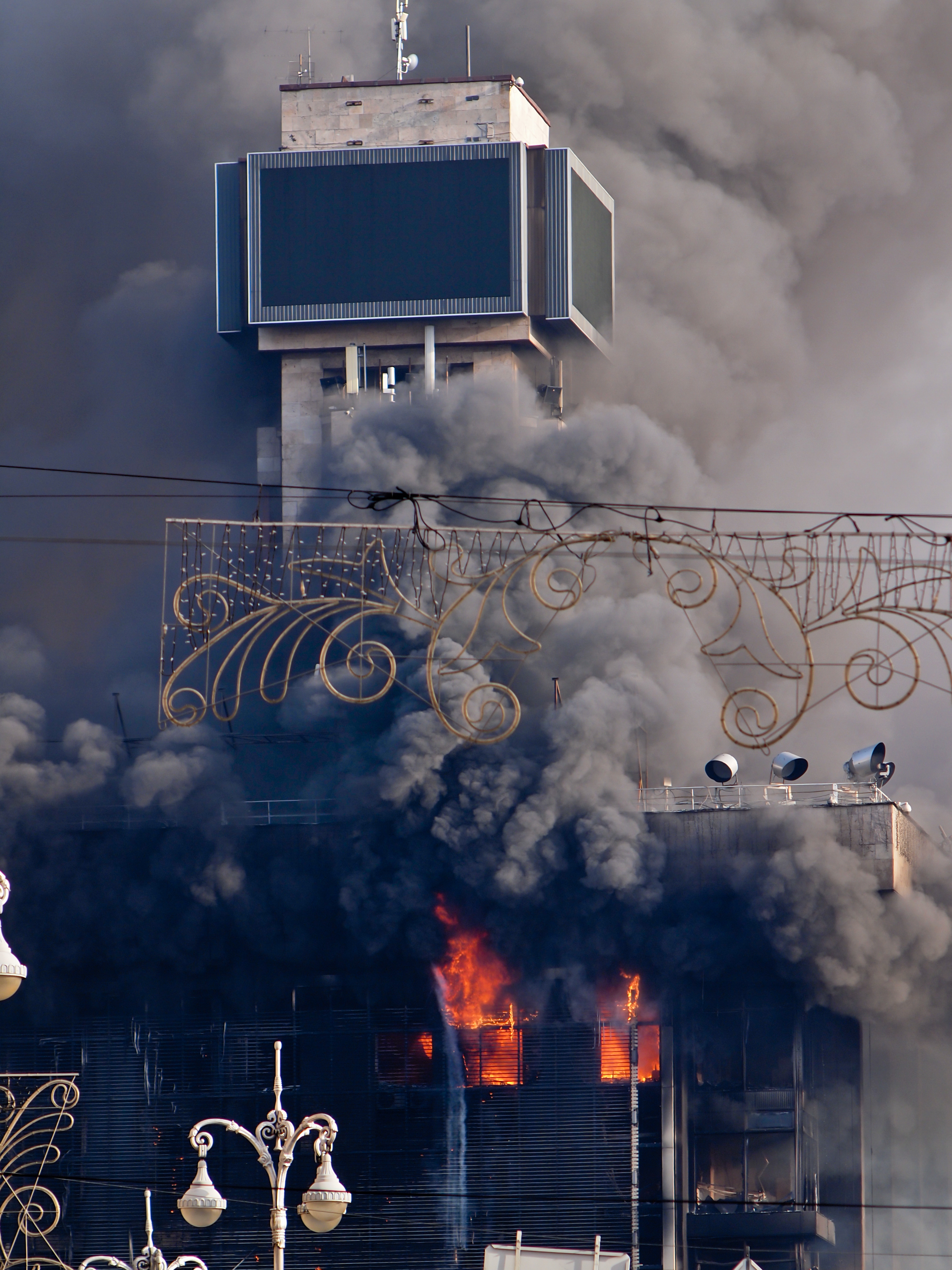
Budynek Związków Zawodowych w płomieniach, 19 lutego 2014

W godzinach popołudniowych siły rządowe podeszły pod Majdan, a opozycji przedstawiono ultimatum, by do godz. 18:00 demonstranci opuścili barykady. Jednak ci nadal budowali wzmocnienia, szykując się do obrony Majdanu. Na placu Niepodległości zebrało się nawet 20 tys. demonstrantów. W stolicy wstrzymano ruch metra, by uniemożliwić demonstrantom dotarcie na Majdan. Przed godz. 20:00 siły rządowe zaczęły polewać demonstrantów wodą z armatek, z kolei protestujący odpalali fajerwerki, rzucali petardy i koktajle Mołotowa. Następnie na tłum zaczęły napierać dwa transportery opancerzone BTR-80, rozpoczynając właściwy szturm na Majdan. Jako pierwsza padła barykada na ulicy Instytuckiej. Około godz. 21:30 Berkut rozpoczął szturm od strony placu Europejskiego. Atakiem dowodzili p.o. ministra spraw wewnętrznych Witalij Zacharczenko oraz przewodniczący Służb Bezpieczeństwa Ukrainy (SBU) Wołodymyr Tockij. Działania sił MSW prowadzono pod kryptonimem „Fala”, a SBU – „Bumerang”. Celem ataku było „oczyszczenie Majdanu, Domu Ukraińskiego, Domu Związków Zawodowych i Pałacu Październikowego”. W przygotowaniu operacji pomagał były pierwszy zastępca szefa GRU Federacji Rosyjskiej, czyli rosyjskiego wywiadu.
Pierwszy atak został odparty przez majdanowców. Milicja używała broni gładkolufowej, od której do godz. 22:00 zginęło 15 demonstrantów i sześciu milicjantów. Jeden z transporterów został podpalony. Po ponad dwóch godzinach szturmu, Berkut zajął część Majdanu. Równolegle do walk na Majdanie, na plac Europejski dojeżdżały autobusy z komandosami jednostki Alfa. Na ulicy Instytuckiej rozmieszczono snajperów sił MSW i jednostek specjalnej Omega. Z kolei w centrum Kijowa tituszki atakowali pojedynczych demonstrantów. Prowokatorzy nosili na rękawach białe opaski, by milicjanci odróżniali ich od demonstrantów. Tituszki zastrzelili m.in. jadącego dziennikarza Wiaczesława Weremija. Od północy Kijów stał się miastem zamkniętym. Jednocześnie podczas szturmu milicji na Majdanie płonęły namioty i setki opon. Spłonął budynek związków zawodowych, wykorzystywany przez demonstrantów jako siedziba. Ogień oddzielał szturmujący Berkut od demonstrantów. Gęsty dym utrudniał zgromadzonym oddychanie.
Późnym wieczorem we Lwowie opozycjoniści zajęli szturmem podpalony wcześniej budynek administracyjny jednostki Wojsk Wewnętrznych. Na mocy porozumienia zgromadzoną tam broń zabezpieczono i opieczętowano. Na zewnątrz zgromadzonych było około tysiąc demonstrantów. Również w Tarnopolu i Iwano-Frankowsku miał miejsce udany szturm na siedziby władz obwodowych. W tym drugim z miast, funkcjonariusze Berkutu nie stawiali oporu. 19 lutego 2014 w godzinach nocnych opozycjoniści w Równem zajęli w czasie szturmu jednostkę Berkutu wraz z bronią i całym wyposażeniem zbrojnym. Sami funkcjonariusze na mocy porozumienia mogli opuścić bazę.
Tymczasem po północy Berkut rozpoczął drugi szturm na Majdan. Milicjanci przerwali barykadę od strony placu Europejskiego oraz przedarli się przez ściany ognia. Około godz. 2:00 w nocy miało miejsce spotkanie liderów ukraińskiej opozycji z prezydentem Janukowyczem. Nie zakończyły się one porozumieniem. Prezydent odmówił zakończenia szturmu Majdanu i zażądał ewakuacji placu. Janukowycz twierdził, że opozycja próbowała przejąć władzę siłą. W tym samym czasie na Majdanie trwała walka wręcz. Demonstranci rzucali w milicjantów koktajlami Mołotowa, a także wyrywaną kostką brukową. Berkut zepchnął w tej fazie walk demonstrantów na sam środek Majdanu.
Walki trwały do samego świtu, a po godz. 6:00 rano, 19 lutego 2014 Berkut przegrupował się, dokonując kolejnego szturmu na Majdan. W międzyczasie majdanowcy informowali o 30 ofiarach cywilnych. Z kolei pełniąca obowiązki ministra zdrowia Ukrainy Raisa Bohatyriowa poinformowała, że liczba ofiar śmiertelnych starć w Kijowie wzrosła do 26 ofiar. Szesnastu zabitych to manifestanci, a dziesięcioma ofiarami byli funkcjonariusze MSW. Według Bohatyriowej w szpitalach przebywało 263 antyrządowych demonstrantów oraz 342 milicjantów i żołnierzy wojsk wewnętrznych. Większość miała rany postrzałowe. MSW Ukrainy twierdziło, że nie używało broni palnej podczas zajść. W wyniku nocnej bitwy o Majdan, Berkut zajął 1/3 powierzchni placu. Przed południem na Majdanie gaszono pożary, które wybuchały podczas walk.
W godzinach porannych 19 lutego 2014, Rada Narodowa we Lwowie przejęła w obwodzie lwowskim pełnię władzy, wypowiadając tym samym posłuszeństwo władzy centralnej w Kijowie. Istniejące organy administracji państwowej oraz milicja podporządkowała się powołanej przez lwowskich deputowanych kilka tygodni wcześniej Radzie Narodowej. Ogłoszono, że legalne władze zostaną wybrane w wyborach powszechnych. Zadeklarowano udzielenie pomocy dla demonstrantów w Kijowie. Demonstranci blokowali również polsko-ukraińskie przejścia graniczne. Po godz. 11:00 Ministerstwo Obrony Ukrainy potwierdziło, że z Dniepropetrowska do stolicy wysłano 25. Brygadę Powietrznodesantową, by wzmocnić ochronę baz i arsenałów zawierających znaczne ilości broni oraz amunicji. Jednak wyjazd elitarnych wojsk został zablokowany przez demonstrantów. W trakcie dnia walki na Majdanie ustały, a obie strony prowadziły przegrupowywanie sił. Około godz. 16:00 Służby Bezpieczeństwa Ukrainy ogłosiły początek ogólnokrajowej operacji antyterrorystycznej.

### Zerwanie rozejmu i krwawe walki w Kijowie (20 lutego)
W związku z wydarzeniami na Ukrainie Stany Zjednoczone nałożyły sankcje wizowe na około 20 osób odpowiedzialnych za użycie siły przeciwko protestującym. Minister spraw zagranicznych Szwecji Carl Bildt napisał z kolei na Twitterze, że Janukowycz „ma krew na rękach”. Rosja wydarzenia z Kijowa nazywała próbą zamachu stanu. Rząd Litwy zdecydował, że 20 lutego 2014 będzie dniem żałoby narodowej. Szef Komisji Europejskiej, José Manuel Durão Barroso potępił w rozmowie telefonicznej z Wiktorem Janukowyczem użycie przemocy przeciwko demonstrantom. Z kolei Wysoka Przedstawiciel UE ds. Zagranicznych, Catherine Ashton, poprosiła ministra spraw zagranicznych Polski, Radosława Sikorskiego, by udał się na Ukrainę z misją dyplomatyczną. Towarzyszyli mu odpowiednicy z Niemiec i Francji – Frank-Walter Steinmeier oraz Laurent Fabius. Dyplomaci do Kijowa udali się późnym wieczorem 19 lutego 2014. Wcześniej doszło do kolejnych rozmów liderów opozycji z członkami rządu. Podczas nich tuż przed godz. 23:00 zawarto rozejm, który zapobiegł kolejnemu szturmowi na Majdan. Noc w Kijowie minęła względnie spokojnie. W międzyczasie zaktualizowano liczbę ofiar na 28 zabitych osób.
20 lutego 2014 przed godz. 9:00 został zerwany krótkotrwały rozejm, wskutek podpalenia przez milicjantów, zajętego przez opozycję budynku konserwatorium muzycznego przy pomocy koktajli Mołotowa. Efektem tego był wybuch najbardziej gwałtownych starć rewolucji pomiędzy demonstrantami a siłami milicji MSW i Berkutu. W pierwszych minutach rozruchów demonstranci odbili część Majdanu. Protestujący ruszyli za uciekającym Berkutem, przejmując Dom Ukraiński znajdujący się na placu Europejskim. Zostali jednak zatrzymani przy Pałacu Październikowym, gdzie rozlokowani byli snajperzy wyposażeni w karabiny wyborowe i karabiny AKM. Atakujący snajperzy jednostek specjalnych zabili kilka osób. Berkut wycofał się pod hotel Europa, gdzie także trwała śmiercionośna wymiana ognia. Podczas niej demonstranci zatrzymywali milicjantów i tituszków, których prowadzono na scenę Majdanu. Według opozycji milicja aktywnie była wspierana nie tylko przez tituszków, ale również przestępców najmowanych przez rząd, wyposażonych w broń palną. W czasie walk odwołano posiedzenie parlamentu, który został ewakuowany. O godz. 10:00 Obrona Majdanu informowała o 200 rannych i kilku zabitych osobach. Demonstranci napierali, zajmując kolejne ulice, kontrolowane uprzednio przez cofający się Berkut. Na zajętych terenach budowano barykady. Przed godz. 12:00 dziennik „Kviv Post” donosił o 35 ofiarach walk. Starcia wygasały po godz. 14:00 czasu lokalnego, nie mniej majdanowcy przygotowywali się na kolejny ewentualny szturm na broniony przez nich plac Niepodległości. Po południu Ministerstwo Spraw Wewnętrznych Ukrainy poinformowało, że zezwoliło na użycie broni palnej milicjantom w celu odbicia 70 pojmanych funkcjonariuszy.

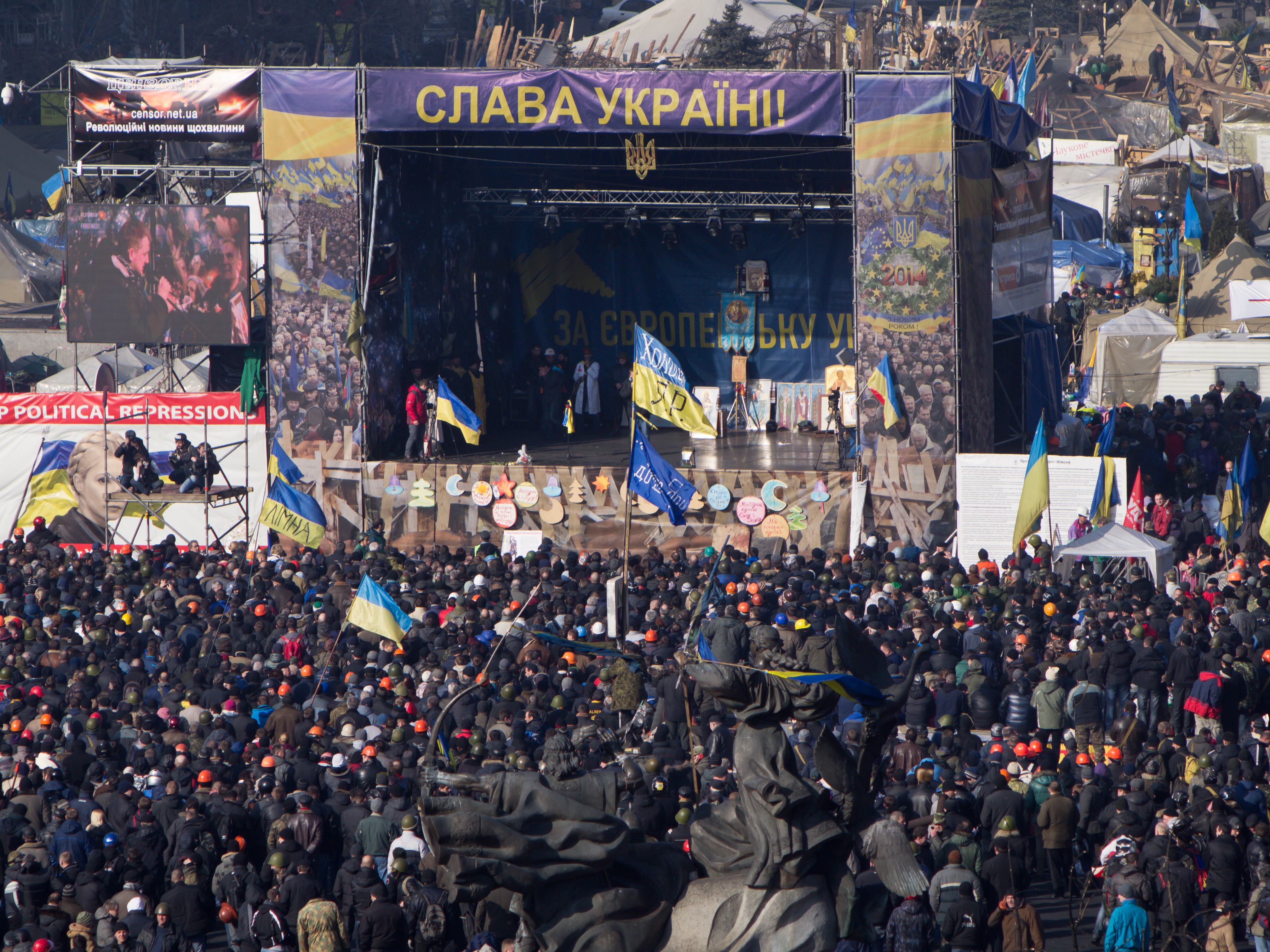
Główna scena Euromajdanu w Kijowie

Ostatecznie Ministerstwo Zdrowia podało, że w walkach 20 lutego 2014 poległo 75 osób, a 567 odniosło obrażenia. Dodatkowo stwierdzono, że jeden z rannych, przebywających w szpitalu berkutowców to żołnierz rosyjski, którego rozpoznano po tatuażu. O godzinie 21:20 Rada Najwyższa Ukrainy zadecydowała o zakazie używania broni z ostrą amunicją przez funkcjonariuszy wszystkich służb wiernych rządowi. Prezydent Rosji, Władimir Putin wyraził zaniepokojenie rozlewem krwi w Kijowie i zaapelował, by w ukraińskiej stolicy zapanował pokój.
W trakcie walk w Kijowie, obwód zakarpacki, jako pierwszy spośród regionów Ukrainy, wypowiedział posłuszeństwo władzy prezydenta Wiktora Janukowycza. Po godzinie 19:00 zakończyło się spotkanie Donalda Tuska z zespołem ds. sytuacji na Ukrainie, na którym ustalono szereg możliwości i przyszłych posunięć. Premier Polski przyznał, że widmo wojny domowej wiszące nad Ukrainą jest realne. Prezydent USA Barack Obama wezwał prezydenta Janukowycza do zaprzestania eskalacji przemocy, wycofanie sił rządowych z ulic Kijowa i przyznał, że jest głęboko wstrząśnięty wydarzeniami na Ukrainie.

### Mediacja unijnych wysłanników i podpisanie porozumienia (20–21 lutego)
W godzinach 13:00-17:00 trwało pierwsze spotkanie unijnych wysłanników z Wiktorem Janukowyczem. Następnie delegacja na czele z Radosławem Sikorskim, spotkała się z przedstawicielami opozycji. Z powodu krwawych walk, Unia Europejska zdecydowała się wieczorem 20 lutego, wprowadzić pakiet sankcji personalnych i ogólnych, zawierających zakazy wizowe i zamrożenie aktywów zagranicznych oraz zakaz handlu bronią z Ukrainą. Restrykcje wizowe wprowadziła także Kanada. O godz. 21:00 zachodni mediatorzy przybyli do rezydencji Janukowycza na dalszą część rozmów. Rosję reprezentował rzecznik praw człowieka Władimir Łukin. Rozmowy przed północą opuścił Laurent Fabius, który udał się na zaplanowaną wizytę do Chin.
Rankiem 21 lutego 2014, po 10 godzinach negocjacji nastąpił przełom po rozmowach dyplomatów UE i opozycji z prezydentem Janukowyczem. Po całonocnych rozmowach ustalono m.in. ograniczenie praw prezydenta do tych z konstytucji z 2004 roku, stworzenie nowego rządu w ciągu 10 dni i wcześniejsze wybory prezydenckie które miałyby się odbyć do grudnia 2014. O godz. 13:00 sam prezydent Janukowycz ogłosił projekt uchwały o przeprowadzeniu przedterminowych wyborów prezydenckich, rozpoczęciu procesu jedności narodowej oraz przywróceniu konstytucji z 2004. Projekt ten zakładał uchwalenie ustaw w ciągu 48 godzin.
Porozumienie zostało początkowo odrzucone przez Radę Społeczną Majdanu, lecz po mediacji Sikorskiego i Steinmeiera, przywódcy Majdanu przyjęli porozumienie. Sześciopunktowy dokument został podpisany przez prezydenta Janukowycza oraz europejskich dyplomatów 21 lutego 2014 tuż przed godz. 16:00. Jedynie Prawy Sektor, radykalne stowarzyszenie zrzeszające członków różnych ukraińskich ruchów nacjonalistycznych, odrzuciło porozumienie i zapowiedziało walkę aż do usunięcia z urzędu Janukowycza. Porozumienia, choć wpierw je parafował, nie podpisał na końcu rosyjski przedstawiciel, Władimir Łukin.
Po godz. 10:00, 21 lutego 2014 czasu lokalnego, rozpoczęło się posiedzenie parlamentu, na którym opozycja domagała się dymisji Janukowycza. Rada Najwyższa miała przegłosować przywrócenie konstytucji z 2004 i uchwalić amnestię dla zatrzymanych demonstrantów, jednak przewodniczący parlamentu Wołodymyr Rybak ogłosił przerwę do godz. 16:00, co wywołało przepychanki wśród deputowanych. Ostatecznie ogłoszono godzinną przerwę. W międzyczasie na stronę demonstrantów przeszli kolejni funkcjonariusze sił rządowych, z kolei z obwodu lwowskiego na Majdan przyjechało kilka autobusów wypełnionych milicjantami, którzy dołączyli do protestujących. Były szef MSW, Jurij Łucenko wezwał kijowskich milicjantów do wsparcia protestu. Około godz. 10:00, według ukraińskiego MSW na ulicy Instytutskiej, demonstranci strzelali do żołnierzy wojsk wewnętrznych MSW, próbując dostać się do parlamentu. Milicja odpowiedziała ogniem.
Tymczasem we Lwowie 2,5 tys. ochotników Służby Ochrony Miasta, która została powołana dzień wcześniej, patrolowało ulice miasta, w którym wprowadzono trzydniową żałobę. Ze Lwowa wyjechał również oddział milicji, który udał się do Kijowa, by chronić demonstrantów. Około godz. 12. w lwowskiej bazie Berkutu doszło do wybuchu. Z kolei w Winnicy rozwiązano Klub Partii Regionów. Budynki administracji rządowej w tym mieście okupowane przez demonstrantów były od 25 stycznia 2014. Tymczasem w miastach w całej Ukrainie zwolennicy Majdanu masowo zaczęli obalać pomniki Lenina.
Po godz. 14:00 siły MSW rozlokowane wokół Rady Najwyższej ewakuowały sprzęt za pomocą milicyjnych autobusów, odjeżdżających z ulicy Hruszewskiego, przy której znajduje się Rada Ministrów oraz gmach parlamentu. Łącznie 1100 żołnierzy zostało odesłanych do domów. Z kolei w samym budynku MSW zarządzono ewakuację. Parlament Ukrainy po południu zwolnił również z odpowiedzialności karnej uczestników trwających od listopada 2013 protestów antyrządowych w Kijowie i innych miastach. Parlament podjął także uchwały o uwolnieniu Julii Tymoszenko i odsunięciu od wykonywania obowiązków służbowych p.o. ministra spraw wewnętrznych Witalija Zacharczenki.
Po podpisaniu porozumienia przez Janukowycza, 67 deputowanych Partii Regionów spaliło swoje legitymacje poselskie. Z kolei Sbierbank, największy bank Rosji i Europy Wschodniej, zawiesił udzielanie kredytów na Ukrainie, a Rosja wstrzymała zakup ukraińskich obligacji za 2 mld dol. Z zadowoleniem informacje o porozumieniu na Ukrainie przyjęły Stany Zjednoczone. Natomiast Szef Komisji Europejskiej José Manuel Barroso zaapelował o wdrożenie treści dokumentu podpisanego w Kijowie, w celu zażegnania kryzysu politycznego. Wieczorem podczas rozmowy telefonicznej Baracka Obamy z Władimirem Putinem, obaj politycy zgodzili się co do szybkiego wdrożenia osiągniętego w Kijowie porozumienia.

### Żądania ustąpienia Janukowycza i jego ucieczka (21 lutego)

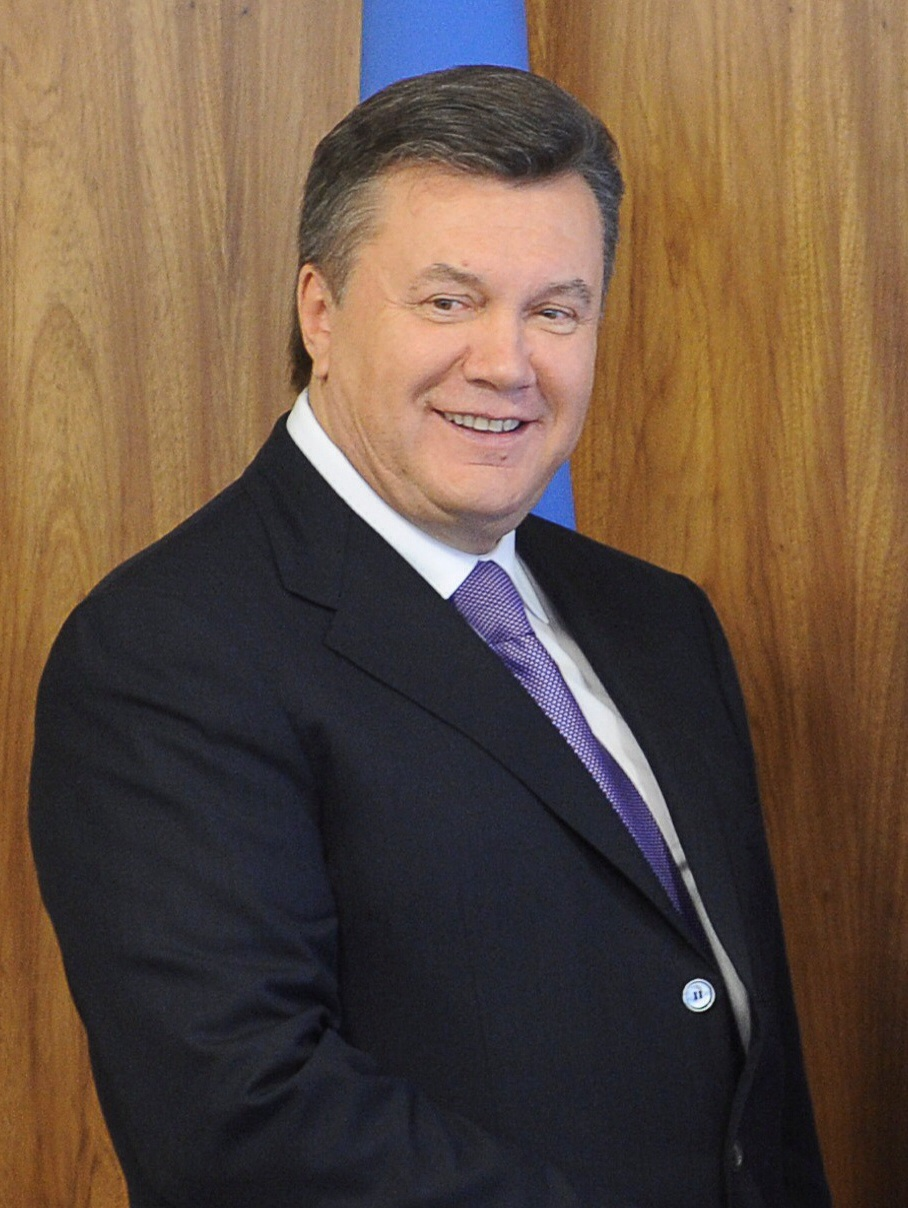
Wiktor Fedorowycz Janukowycz – obalony prezydent Ukrainy

Służby prasowe Euromajdanu podały, że w godzinach wieczornych na placu Niepodległości zgromadziło się około 50 tys. osób. Część z nich nie popierało porozumienia podpisanego przez liderów opozycji, m.in. ultraprawicowe ugrupowanie Prawy Sektor, który domagał się natychmiastowej dymisji prezydenta Janukowycza i groził kontynuowaniem walki zbrojnej, dając czas do godz. 10:00, 22 lutego 2014 na dymisję Janukowycza.
Tymczasem o godz. 22:40, 21 lutego 2014 Janukowycz w asyście swoich współpracowników, takich jak Wołodymyr Rybak, Andrij Klujew i Wadym Nowynski, oraz ochroniarzy wyleciał do Charkowa, gdzie przebywał w rezydencji państwowej. Nagrał tam przemówienie telewizyjne. Następnie chciał odlecieć helikopterem do Ługańska, jednak ze względu na groźbę wystartowania myśliwców, uprzedzonych o ewentualnej ucieczce do Rosji, Janukowycz wylądował w Doniecku. Straż Graniczna Ukrainy poinformowała, że pogranicznicy z lotniska w Doniecku zatrzymali samolot z Wiktorem Janukowyczem na pokładzie, który bez odpowiednich dokumentów próbował wylecieć do Rosji. Nie zdołał tam jednak dotrzeć, wobec czego 23 lutego 2014 konwój z Janukowyczem dotarł na Krym i zatrzymał się w prywatnej rezydencji w okolicach Bałakławy. Informowano również, że konwój z Janukowyczem widziano w okolicach Sewastopola. Kiedy Janukowycz został poinformowany, że na Krym zmierzają nowe władze MSW i Służby Bezpieczeństwa Ukrainy po tym, jak przekazał pismo, w którym informuje, iż rezygnuje z ochrony państwowej, uciekł w nieznanym kierunku w towarzystwie byłego szefa administracji prezydenckiej Andrija Klujewa. 24 lutego 2014, pełniący obowiązki szefa MSW Arsen Awakow, poinformował, że za byłym prezydentem Wiktorem Janukowyczem wysłano list gończy. Wszczęto również wobec niego śledztwo w sprawie masowych zabójstw cywili.
28 lutego 2014 Wiktor Janukowycz ujawnił się publicznie podczas konferencji prasowej w Rostowie nad Donem w Rosji. Przed dziennikarzami były prezydent Ukrainy stwierdził, że jego odsunięcie od władzy przez Radę Najwyższą było nielegalne i nie będzie go akceptował, a tym samym nadal uważa się za prezydenta Ukrainy.

### Usunięcie z urzędu Janukowycza i transformacja władzy (22 lutego)

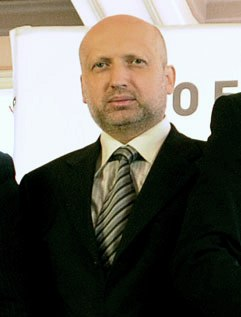
Przewodniczący Rady Najwyższej i pełniący obowiązki prezydenta Ukrainy Ołeksandr Turczynow

W nocy z 21 na 22 lutego 2014 z ulic Kijowa zniknęły oddziały milicji. Rano 22 lutego 2014 Witalij Kłyczko zaapelował do parlamentu uchwalenie rezolucji wzywającej Janukowycza do ustąpienia oraz namawiał do przeprowadzenia wyborów prezydenckich do 25 maja 2014. W międzyczasie Wołodymyr Rybak podał się do dymisji z funkcji przewodniczącego Rady Najwyższej. W jego imieniu decyzję ogłosił jeden z deputowanych Partii Regionów. Rozpoczęły się tym samym zmiany na szczytach władzy. Rada Najwyższa wybrała swego nowego przewodniczącego, którym został były szef Służby Bezpieczeństwa Ukrainy, deputowany opozycyjnej partii Batkiwszczyna – Ołeksandr Turczynow.
Gdy część parlamentarzystów opuściła Partię Regionów, pojawiła się nowa większość parlamentarna, skłonna do szybkich i stanowczych zmian politycznych, których domagali się protestujący na Majdanie Niepodległości. Podjęto uchwałę potępiającą tendencje separatystyczne i wzywającą do ochrony i niepodzielności terytorialnej Ukrainy. W kolejnym głosowaniu większością 325 głosów, wprowadzono w życie przyjętą dzień wcześniej uchwałę, mówiącą o powrocie zapisów konstytucji z 2004 roku. Głosowanie wiązało się z brakiem podpisu prezydenta pod uchwaloną dzień wcześniej uchwałą. Kolejne decyzje parlamentu wyznaczyły także nowego p.o. ministra spraw wewnętrznych (którym został Arsenij Awakow) oraz przedstawicieli-koordynatorów w resortach siłowych. Następnie Rada Najwyższa przyjęła rezolucję o uwolnieniu Julii Tymoszenko ze szpitala kolonii karnej w Charkowie. W czasie uchwalania rezolucji, demonstranci przełamali barykadę na ulicy Instytuckiej, by zablokować parlament, do czasu odsunięcia od władzy Wiktora Janukowycza. W międzyczasie prezydent ogłosił, że nie poda się do dymisji. Dodał również, że nie zamierza opuszczać kraju. Z kolei wydarzenia w Kijowie nazwał nazistowskim przewrotem.
Po godz. 17:00 Rada Najwyższa podjęła uchwałę o odsunięciu od władzy prezydenta Wiktora Janukowycza. Parlament uznał, że dotychczasowy szef państwa „w sposób niekonstytucyjny wycofał się sam z wykonywania uprawnień konstytucyjnych i tym samym nie wypełnia swoich obowiązków”, bowiem nie podpisał żadnych z aktów prawnych, uchwalanych przez Radę Najwyższą w ostatnim czasie. Rezolucję o odsunięciu Janukowycza poparło 328 posłów w 450-osobowej izbie, w związku z czym głosowanie w przedmiocie odsunięcia od władzy Wiktora Janukowycza nie spełniło konstytucyjnego warunku trzech czwartych głosów Rady Najwyższej, tj. 338 głosów. Odsunięcie od władzy Wiktora Janukowycza nie zostało przeprowadzone zgodnie z procedurami Impeachmentu przewidzianymi w Konstytucji Ukrainy (art. 108-111), co wywołało kontrowersje co do legalności działań parlamentu i legitymizacji wybranych w następstwie nowych władz Ukrainy. Łącznie z odsunięciem od władzy Janukowycza, Serhij Arbuzow przestał pełnić obowiązki premiera. Deputowani zdecydowali, że wcześniejsze wybory prezydenckie odbędą się 25 maja 2014. Z kolei Julia Tymoszenko po opuszczeniu kolonii karnej w Charkowie udała się na Majdan do Kijowa, gdzie wystąpiła z przemówieniem przed 100 tys. tłumem.
Rano 22 lutego 2014 otwarta została pilnie dotąd strzeżona rezydencja Wiktora Janukowycza w Międzygórzu. Dostali się do niej reporterzy oraz cywile, którzy ukazali przepych, w jakim żył Janukowycz. W czasie ewakuacji rezydencji w nocy z 21 na 22 lutego 2014, do pobliskiej rzeki wrzucono setki dokumentów, które następnie były osuszane i opublikowane na stronie Yanukovych Leaks. Parlament zdecydował o przejęciu luksusowej rezydencji na własność państwa.

## Następstwa rewolucji

### Wojna rosyjsko-ukraińska

#### Prorosyjski separatyzm na Ukrainie (2014)
Po wylocie Janukowycza w dniu 24 lutego 2014, z ramienia prorosyjskich i antyrewolucyjnych aktywistów wybuchły protesty w dużej mierze rosyjskojęzycznym regionie Krymu. Po nich nastąpiły demonstracje w wielu miastach wschodniej i południowej Ukrainy, takich jak Donieck, Ługańsk, Charków i Odessa.

#### Rosyjska aneksja Krymu
Począwszy od 26 lutego 2014, prorosyjskie uzbrojone osoby zaczęły przejmować Półwysep Krymski, prowokując protesty. Rosja początkowo utrzymywała, że owi umundurowani bojownicy, określeni mianem „zielonych ludzików”, byli „lokalnymi siłami samoobrony”, jednak później przyznała, że byli oni faktycznie rosyjskimi żołnierzami bez oznaczeń, potwierdzając tym samym raporty o rosyjskim wtargnięciu na Ukrainę. 27 lutego 2014 rosyjskie siły zajęły budynek parlamentu Krymu, a nowy, samozwańczy prorosyjski rząd ogłosił referendum w sprawie uniezależnienia od Ukrainy. W następstwie owego referendum, odbytego 16 marca 2014 i nieuznawanego na arenie międzynarodowej, Rosja w dniu 18 marca tegoż roku anektowała Krym.

#### Wojna w Donbasie

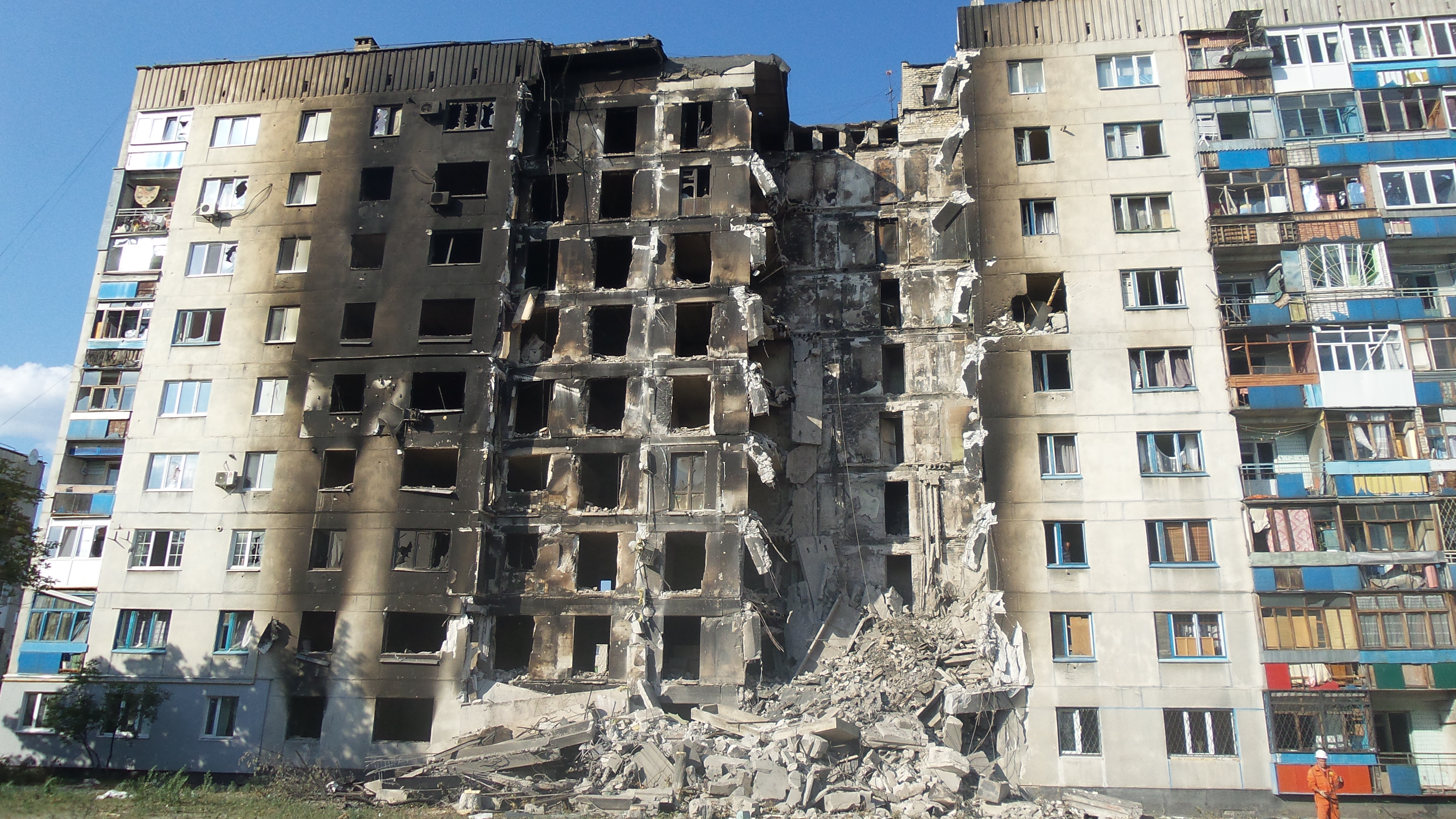
Zniszczony budynek w Lisiczańsku, 4 sierpnia 2014

Od początku marca 2014 roku, w następstwie ukraińskiej rewolucji i Euromajdanu, w obwodach donieckim i ługańskim, określanych łącznie jako „Donbas”, odbywały się demonstracje organizowane przez prorosyjskie i antyrządowe grupy. Demonstracje te, mające miejsce po aneksji Krymu oraz będące częścią szerszej fali prorosyjskich protestów na obszarze wschodniej i południowej Ukrainy, przerodziły się w konflikt zbrojny pomiędzy siłami separatystycznymi z samozwańczych Donieckiej Republiki Ludowej i Ługańskiej Republiki Ludowej (odpowiednio DRL i ŁRL), a ukraińskim rządem. Od zmian w dowództwie w sierpniu 2014 roku, separatyści kierowani byli głównie przez obywateli rosyjskich. Zgodnie z doniesieniami, rosyjscy bojownicy mieli stanowić od 5 do 20% walczących.
Pomiędzy 22 a 25 sierpnia 2014 roku pojawiły się doniesienia o przekraczaniu bez pozwolenia ukraińskiego rządu granicy między Ukrainą a Rosją przez rosyjską artylerię, personel oraz jednostki określane w Rosji mianem „konwojów humanitarnych”. Zgodnie z doniesieniami, owe przejścia miały miejsce zarówno na obszary kontrolowane przez siły prorosyjskie, jak również na niebędące pod taką kontrolą, jak np. południowo-wschodnia część obwodu donieckiego, nieopodal Nowoazowska. Wydarzenia te nastąpiły po ostrzale jednostek ukraińskich, pochodzącym z rosyjskiej strony granicy i mającym miejsce w ciągu poprzedniego miesiąca. Ówczesny szef Służby Bezpieczeństwa Ukrainy, Wałentyn Naływajczenko, określił wydarzenia z 22 sierpnia 2014 jako „bezpośrednia inwazja Rosji na Ukrainę”, która z kolei przez zachodnie, jak i ukraińskie wojska została ona nazwana „tajną inwazją”. W rezultacie donieccy i ługańscy powstańcy odzyskali większość terenu utraconego przez nich wcześniej w wyniku kontrofensywy wojsk rządowych. 5 września 2014 Rosja i Ukraina podpisały porozumienie o zawieszeniu broni, znane jako protokół miński – mimo to doszło do obopólnych aktów jego pogwałcenia. W toku wyłaniania się linii frontu pomiędzy powstańcami a terytorium kontrolowanym przez Ukrainę, watażkowie przejęli kontrolę nad plonami po stronie powstańczej, prowadząc do dalszej destabilizacji. Zawieszenie broni ostatecznie upadło w styczniu 2015 roku. Ciężkie walki zostały wznowione na terenach objętych konfliktem, włączając w to lotnisko w Doniecku i Debalcewo. Ponowny rozejm, określany jako Mińsk II, został podpisany 12 lutego 2015.

#### Efekty wojny
Kryzys poskutkował licznymi konsekwencjami, zarówno wewnętrznymi, jak i zewnętrznymi. Według podsumowania Banku Światowego z października 2014, na skutek kryzysu gospodarka Ukrainy skurczyła się w 2014 roku o 8%. Z kolei sankcje gospodarcze nałożone na Rosję przez państwa zachodnie przyniosły efekt w postaci spadku wartości rubla i w konsekwencji rosyjskiego kryzysu finansowego.
Wojna w Donbasie przełożyła się na niedobór węgla na Ukrainie, jako że region ten był głównym źródłem tego surowca dla elektrowni w całym kraju. Ponadto, Zaporoska Elektrownia Jądrowa wyłączyła jeden ze swych reaktorów w następstwie wypadku. Połączenie tych dwóch czynników spowodowało braki w dostawach prądu na Ukrainie w grudniu 2014.
Postęp we wprowadzaniu zmian na porewolucyjnej Ukrainie został opisany jako powolny. Według raportu BBC z lutego 2016, Ukraina pozostała pogrążona w korupcji; niewielki postęp uczyniono w rozwoju gospodarki, a walki w Donbasie były kontynuowane na niskim poziomie. Raport donosił ponadto o pojawianiu się dyskusji nad „Trzecim Majdanem” w celu zmuszenia rządu do podjęcia działań przeciwko kryzysowi.